# Чернякова
Чернякова — деревня в Шадринском районе Курганской области. Входит в состав Нижнеполевского сельсовета.

## История
До 1917 года в составе Осиновской волости Шадринского уезда Пермской губернии. По данным на 1926 год состояла из 113 хозяйств. В административном отношении входила в состав Нижне-Полевского сельсовета Шадринского района Шадринского округа Уральской области.

## Население
| 1989 | 2002 | 2010 |
| ---- | ---- | ---- |
| 196  | ↘193 | ↘156 |

По данным переписи 1926 года в деревне проживало 580 человек (270 мужчин и 310 женщин), в том числе: русские составляли 100 % населения.
Согласно результатам Всероссийской переписи населения 2002 года, в национальной структуре населения русские составляли 93 %.